# Calseca
Calseca es una localidad del municipio de Ruesga (Cantabria, España). En el año 2024 contaba con una población de 43 habitantes (INE). La localidad se encuentra a 420 metros de altitud sobre el nivel del mar, y a 18 kilómetros de la capital municipal, Riva.
Su terreno forma un exclave del municipio de Ruesga entre los de Arredondo, Miera, San Roque de Riomiera Soba.
- Datos: Q5741520